# Street Hassle
Street Hassle — восьмой сольный студийный альбом американского музыканта Лу Рида, выпущенный в феврале 1978 года на лейбле Arista Records. Спродюсировали альбом сам Рид и Ричард Робинсон. Это первый коммерческий поп-альбом, записанный при помощи технологии бинауральной записи. Street Hassle сочетает в себе концертные (с наложением) и студийные записи.

## Производство
Все песни на Street Hassle были написаны Ридом, включая трек «Real Good Time Together», который восходит к его временам в качестве участника Velvet Underground. Студийные треки были записаны в Нью-Йорке, а концертные записи — в Мюнхене и Людвигсхафене, в Западной Германии. В отличие от большинства «живых» альбомов, во время записи концерта звуки аудитории полностью заглушены.
Брюс Спрингстин внёс неуказанный в титрах spoken-word-вокал в части «Slipaway» «Street Hassle», сославшись на свой собственный альбом Born to Run в последней строке «Tramps like us, we were born to pay» (рус. Такие бродяги как мы, мы рождены, чтобы платить). В то время певец терпел трёхлетний вынужденный перерыв в выпуске какой-либо своей работы из-за юридических споров со своим бывшим менеджером, хотя он был в процессе написания и записи музыки для своего грядущего альбома Darkness on the Edge of Town, который будет выпущен в июне 1978 года. Возможно Спрингстину не приписали его участие в примечаниях к Street Hassle из-за его продолжающихся судебных тяжб.

### Бинауральная запись
Запись Street Hassle примечательна тем, что Рид и его сопродюсер решили использовать экспериментальную технику размещения микрофона, называемую бинауральной записью. При бинауральной записи в студии размещаются два микрофона, которые пытаются имитировать стереозвук фактического пребывания в комнате с исполнителями/инструментами. В случае записи сессий и концертов, которые составляли Street Hassle, звукоинженеры использовали манекен-голову с микрофоном, имплантированным в каждое ухо. Бинауральные записи обычно эффективны только тогда, когда пользователь слушает альбом через наушники, и обычно не транслируются правильно через стереодинамики.
Специальная бинауральная система записи Рида была разработана Манфредом Шунке из немецкой компании Delta Acoustics; Шунке считается звукорежиссёром на Street Hassle Рид продолжит использовать бинауральный стиль записи ещё на двух релизах: концертном альбоме 1978 года Live: Take No Prisoners и на студийном альбоме 1979 года The Bells.

## Песни и композиции
Как это часто бывало на ранних сольных альбомах Рида, Street Hassle содержал песню, первоначально написанную во времена пребывания Рида в Velvet Underground — в данном случае «Real Good Time Together», которая ранее была выпущена в 1974 году на 1969: The Velvet Underground Live. Песня «Dirt» якобы о его бывшем менеджере Деннисе Каце.
AllMusic написал, что «заглавная версия, поэтическая поэма из трёх частей о жизни на улицах Нью-Йорка, является одним из самых смелых и волнующих моментов сольной карьеры Рида». Биограф Энтони ДеКёртис описывает альбом как в значительной степени мотивированный и представляющий конец трёхлетних отношений Рида с Рэйчел Хамфрис, женщиной-трансгендером, которая, как полагают, умерла от СПИДа в 1990 году и была похоронена на скудельнице острова Харт в Бронксе. ДеКёртис резюмирует заглавный трек как «что-то вроде реквиема по отношениям Рида и Рэйчел». В 1979 году Микал Гилмор в описании для заголовка Rolling Stone назвал Рэйчел «смыслом существования» всего альбома.

## Отзывы критиков
Альбом получил преимущественно положительные отзывы критиков. Том Карсон из Rolling Stone описал альбом как «признание неудачи, превращающейся в ошеломительный и сверкающий триумф — лучший сольный альбом Лу Рида». Роберт Кристгау из The Village Voice встретил альбом более прохладно, отметив, что «несмотря на глубину материала, продакшн альбома сбивает с толку, его цинизм не вызывает интереса, а самореференции предвзяты». В ретроспективном обзоре AllMusic отметил, что, хотя «время увеличило свои недостатки», Street Hassle был «всё ещё одним из самых мощных и убедительных альбомов [Рида], выпущенных в 1970-х, и слишком личным и трогательным, чтобы его игнорировать».

## Список композиций
Все песни написаны Лу Ридом.
Сторона 1
1. «Gimmie Some Good Times» — 3:15
2. «Dirt» — 4:43
3. «Street Hassle» — 10:53

A. «Waltzing Matilda» — 3:20
B. «Street Hassle» — 3:31
C. «Slipaway» — 4:02
Сторона 2
1. «I Wanna Be Black» — 2:55
2. «Real Good Time Together» — 3:21
3. «Shooting Star» — 3:11
4. «Leave Me Alone» — 4:44
5. «Wait» — 3:13

## Участники записи
Сведения взяты из буклета Street Hassle.
- Лу Рид — гитара, бас-гитара, фортепиано, вокал
- Стюарт Генрих — гитара в «Street Hassle», бэк-вокал в «Leave Me Alone»
- Майкл Фонфара[англ.] — фортепиано в «I Wanna Be Black» и «Shooting Star»
- Марти Фогель — саксофон
- Стив Фридман — бас-гитара в «Leave Me Alone»
- Джеффри Росс — соло-гитара, бэк-вокал на живых записанных треках (в титрах не указан)
- Майкл Сучорский — ударные
- Арам Шефрин — аранжировки струнных[англ.]
- Генья Раван[англ.] — бэк-вокал
- Джо’Анна Камерон — бэк-вокал
- Анджела Ховард — бэк-вокал
- Кристин Уилтшир — бэк-вокал
- Брюс Спрингстин — вступительное слово в «Street Hassle: Slipaway» (не указан в примечаниях к обложке)

Технический персонал
- Лу Рид — продюсер; микширование
- Ричард Робинсон — продюсер
- Род О’Брайен — звукорежиссёр; микширование
- Манфред Шунке — звукорежиссёр концертных записей
- Хайнер Фриес — звукорежиссёр концертных записей
- Грей Рассел — помощник звукорежиссёра
- Грегг Карузо — помощник звукорежиссёра
- Тед Йенсен[англ.] — мастеринг в Sterling Sound[англ.]

## Позиция в хит-парадах
Еженедельные чарты:
| Хит-парад (1977—1978)          | Высшая позиция |
| ------------------------------ | -------------- |
| Австралия (Kent Music Report)  | 24             |
| Новая Зеландия (RMNZ)          | 9              |
| США (Billboard Top LPs & Tape) | 89             |